# 구안 (삼국지연의)
구안(苟安)은 사서가 아닌 소설 《삼국지연의》에 등장하는 가공의 인물이다. 제갈량의 제4차 북벌에서 이엄의 도위(都尉)로 설정되었다. 군량 조달을 태만히 해 제갈량에게 벌을 받고 사마의에게 투항한다. 촉나라 성도(成都)에 거짓 소문을 유포해 제갈량을 퇴각하게 만든다.

## 묘사
제100회, 제갈량이 작품 기준 제4차 북벌을 행한다. 영안성(永安城)의 이엄이 도위(都尉) 구안을 시켜 식량을 나른다. 구안은 술을 좋아해 운송을 게을리 하다가 열흘이나 늦는다. 대노한 제갈량은 ‘군사에 있어 보급은 매우 중요해 사흘만 늦어져도 참수에 처해야 한다’며 참하라고 소리친다. 장사(長史) 양의가 ‘구안은 이엄의 수하이며 이렇게 죽이면 앞으로 감히 운반을 맡으려는 자가 없을 것’이라며 만류한 덕분에 곤장 80대로 그친다. 구안은 이것으로도 앙심을 품어 위나라에 투항한다. 사마의는 ‘제갈량이 꾀가 많아 구안의 말을 믿기 어려우니 큰 공을 세운 연후에야 천자에게 추천해주겠다’고 한다. 그러고는 제갈량이 황제를 칭할 것이란 유언비어를 촉나라 수도인 성도(成都)에 퍼트려줄 것을 제안한다. 이에 구안이 성도의 환관들에게 소문을 낸다. 환관의 건의로 유선은 제갈량에게 회군 명령을 내린다.
제101회, 제갈량이 환군해 사정을 파악하고는 관련자들을 문책한다. 낭설에 넘어가 상주한 환관은 주살하고, 나머지는 궁에서 쫓아낸다. 돌아가는 꼴을 알아채지 못한 장완과 비의도 질책한다. 다만 헛소문의 장본인인 구안은 이미 위나라로 빠져나간 뒤라서 붙잡지 못한다. 이후 구안은 더 이상 등장하지 않는다.

## 참고 문헌
- 나관중 원저, 모종강 개찬, 《삼국지연의》